# Гурман, Марк Наумович
Марк Наумович Гу́рман (латыш. Marks Gurmans; 7 февраля 1938, Житомир — 27 июня 2020, Рига) — советский и латвийский хореограф, солист балета. Основатель и художественный руководитель варьете «Юрас Перле» в Юрмале.
Окончив Рижское хореографическое училище (1958), был принят в балетную труппу Рижского театра оперы и балета, солист балета до 1978 года. Одновременно начал пробовать себя как хореограф, в 1965 г. работал со сборной Латвийской ССР по художественной гимнастике. В 1969 году окончил научное отделение Государственного института театрального искусства имени Луначарского (теперь — ГИТИС) в Москве.
В 1969 г. основал в Юрмале варьете «Юрас Перле» — первый коллектив этого жанра в послевоенном СССР — и руководил им вплоть до 1990 года; среди артистов эстрады, чей творческий путь начался в этом варьете, были, в частности, Лайма Вайкуле и Борис Моисеев. Высокими гостями варьете были Галина Брежнева, Эрих Хонеккер, Иосип Броз Тито и другие видные представители советской и зарубежной политической элиты.
После закрытия варьете работал с эстрадными и танцевальными коллективами Латвии, в 1991—1993 гг. руководил собственной шоу-группой «Марк Шоу».
На рубеже 1990—2000-х гг. выступил как режиссёр нескольких ретроспективных программ — в том числе юбилейной программы «30 лет варьете „Юрмала“» (1999); провёл также цикл концертов в Риге, Международный парад варьете.
Член Союза работников театра Латвии с 1990 года.
Скончался 27 июня 2020 года после продолжительной болезни. Похоронен на Новом еврейском кладбище «Шмерли».